# Xavier Puyada
Francesc Xavier Puyada Alsina (nacido el 15 de mayo de 1981 en Badalona, España) es un exjugador español de baloncesto. Se retiró en 2011 tras haber militado en diversos clubs ACB y LEB. 

## Trayectoria deportiva

### Clubs
- Cantera Sant Josep Badalona
- 1999-00: FC Barcelona B (EBA)
- 2000-01: FC Barcelona B (EBA) y FC Barcelona (ACB)
- 2001-02: Drac Inca (LEB)
- 2002-03: CB Monzón (EBA) y Caprabo Lleida (ACB)
- 2003-04: WTC Cornella (LEB-2)
- 2004-05: CB L'Hospitalet (LEB-2)
- 2005-06: CB L'Hospitalet (LEB)
- 2006-07: CB L'Hospitalet (LEB) y Alta Gestión Fuenlabrada (ACB)
- 2007-08: Palma Aqua Magica (LEB Oro)
- 2008-09: CB Valladolid (LEB Oro)
- 2009-10: CB Valladolid (ACB)
- 2010-11: Club Baloncesto Murcia (LEB Oro)

### Palmarés
- Campeón de la Liga LEB Oro y ascenso a la ACB con el CB Murcia la temporada 2010-11
- Campeón de la Liga Leb Oro y ascenso a la ACB con el CB Valladolid la temporada 2008-09
- Campeón de la liga LEB2 y ascenso a la LEB con el CB Hospitalet la temporada 2004-05
- Internacional con la selección española joven (sub-21), participa en el Campeonato del Mundo de Japón 2001[1]